# Smołwy (gmina)
Smołwy (pocz. Smotwy) – dawna gmina wiejska istniejąca do 1945 roku na obszarze Ziemi Wileńskiej/woj. wileńskiego (obecnie na Litwie). Siedzibą gminy było miasteczko Smołwy (Smalvos; 119 mieszkańców w 1921 roku), a następnie osiedle kolejowe Turmont (Turmantas; 18 mieszkańców w 1921 roku).
Początkowo gmina należała do powiatu jezioroskiego w guberni kowieńskiej. 31 października 1919 gminę włączono do utworzonego pod Zarządem Cywilnym Ziem Wschodnich nowego powiatu brasławskiego, który wszedł w skład okręgu wileńskiego. 20 grudnia 1920 gmina weszła w skład tymczasowego okręgu nowogródzkiego, a 19 lutego 1921 została włączona do nowo utworzonego woj. nowogródzkiego. Od 13 kwietnia 1922 gmina Smołwy należała do objętej władzą polską Ziemi Wileńskiej, przekształconej 20 stycznia 1926 roku w województwo wileńskie. Gmina Smołwy była jedną z 7 gmin wzdłuż granicy z Łotwą, stanowiąc trójstyk Polski, Litwy i Łotwy. W Turmoncie znajdowało się kolejowe przejście graniczne między Polską a Łotwą.
Po wojnie obszar gminy Smołwy wszedł w struktury administracyjne Związku Radzieckiego.

## Demografia
Według Powszechnego Spisu Ludności z 1921 roku gminę zamieszkiwało 3.659 osób, 3.124 było wyznania rzymskokatolickiego, 48 prawosławnego, 382 staroobrzędowego, 97 mojżeszowego a 8 mahometańskiego. Jednocześnie 3.389 mieszkańców zadeklarowało polską przynależność narodową, 3 białoruska, 34 żydowską, 170 rosyjska, 8 tatarska, 3 łotewską i 1 ukraińską. Było tu 614 budynków mieszkalnych.